# Chiesa della Natività di Maria (Predosa)
La chiesa arcipretale della Natività di Maria è la parrocchiale di Predosa, in provincia e diocesi di Alessandria; fa parte della zona pastorale dei Fiumi.

## Storia
Già nella prima metà l'originaria chiesa di Predosa era menzionata con il titolo di parrocchiale; da un documento datato 1584 s'apprende che era anch'essa intitolata alla Natività della Beata Vergine Maria.
Tra il 1620 e il 1624 fu realizzata una nuova chiesa, che nel 1705 venne dotata del coro.
Nel 1873 l'edificio fu chiuso ed interdetto al culto a causa delle pessime condizioni in cui versava, per poi venir riaperto nel 1879 dopo un intervento di ampliamento; la chiesa fu interessata da un parziale rifacimento tra il 1946 e il 1950.

## Descrizione

### Esterno
La facciata a capanna della chiesa, rivolta a levante e scandita da quattro lesene in mattoni sorreggenti la trabeazione spezzata sopra la quale si imposta un grande arco a tutto sesto, presenta centralmente il portale d'ingresso e il rosone.
Annesso alla parrocchiale è il campanile a base quadrata, la cui cella presenta su ogni lato una monofora, affiancata da lesene, ed è coperta dal tetto a quattro falde.

### Interno
L'interno dell'edificio si compone di un'unica navata, sulla quale si affacciano le cappelle laterali e le cui pareti sono scandite da semicolonne, sorreggenti la trabeazione sopra la quale si imposta la volta a botte casettonata; al termine dell'aula si sviluppa il presbiterio, rialzato di alcuni gradini e chiuso dall'abside.
Qui sono conservate diverse opere pregevoli, la più importante delle quali è l'altare maggiore in stile barocco, risalente al XVIII secolo.